# Banka Kombëtare Tregtare
Die Banka Kombëtare Tregtare (Akronym: BKT; deutsch „Nationale Handelsbank“) ist eine Privatbank, die in Albanien und im Kosovo tätig ist. Sie wurde als eigenständiges Kreditinstitut aus der Fusion der Banka Kombëtare (Nationalbank) und der
Banka Tregtare (Handelsbank) im Januar 1993 gegründet. Seit dem Jahr 2000 ist sie privatisiert. Die Aktien gehören seit dem 30. Juni 2009 vollständig dem türkischen Unternehmen Çalık Financial Services, einer Tochter der Çalık Holding.

## Geschichte

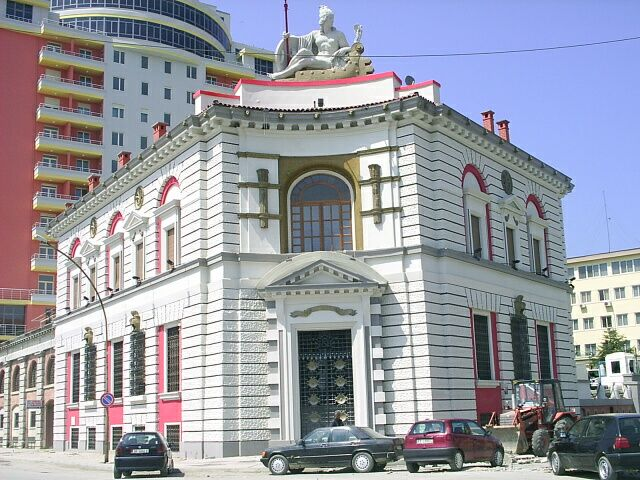
In diesem klassizistischen Gebäude in der Altstadt von Durrës wurde die erste Bankfiliale der BKT eröffnet. Oberhalb des Einganges thront eine Statue der illyrischen Königin Teuta, die zudem auf dem Logo des Unternehmens abgebildet ist

Die BKT gehört zu den ältesten Bankhäusern Albaniens. Ihre erste Bankfiliale – damals noch als Banka Kombëtare – wurde am 29. November 1925 in Durrës eröffnet. Am 1. beziehungsweise 15. November 1926 folgten Vertretungen in Shkodra und Vlora.
1997 wurde die BKT in eine Aktiengesellschaft mit einem Kapital von 2,7 Milliarden Lek umgewandelt.
Im Jahr 2000 wurde der Privatisierungsprozess beendet und am 6. Juli desselben Jahres stimmte das Albanische Parlament dem Verkauf zwischen dem Finanzministerium und einem Konsortium aus internationalen Investoren zu. Dazu zählten die türkische Kentbank mit 60 Prozent, die Internationale Finanz-Corporation mit 20 Prozent und die Europäische Bank für Wiederaufbau und Entwicklung mit den restlichen 20 Prozent. Am 17. Oktober 2000 trat der Kaufvertrag in Kraft und im November wurden etwa 10 Millionen US-Dollar in das Unternehmen investiert. Schon drei Jahre nach der Übernahme durch das Konsortium erreichte die BKT ein Gesamtkapital von 14,64 Millionen US-Dollar, was sie zur Bank mit dem größten Kapital in Albanien machte.
Im Jahr 2006 übernahm die Dachgesellschaft Çalık Financial Services die Aktien der Kentbank, womit Çalık 60 Prozent des Unternehmens gehörten. Am 30. Juni 2009 kaufte Çalık die weiteren 40 Prozent auf und ist seitdem alleinige Eigentümerin der Aktien des Unternehmens.
Seit 2007 ist die BKT auch im Kosovo vertreten.